# Лотербур (кантон)
Лотербу́р (фр. Canton de Lauterbourg) — упразднённый кантон на северо-востоке Франции, в регионе Эльзас, департамент Нижний Рейн, округ Висамбур. Площадь кантона Лотербур составляла 43,34 км², количество коммун в составе кантона — 5, численность населения 5 179 человек (по данным INSEE, 2012), при средней плотности 120 жителей на квадратный километр (км²).

## Географическое положение
Кантон граничит на севере с районом Гермерсхайм в Рейнланд-Пфальце (Германия).
Внутренние французские границы: на юге с кантоном Сельц и в западной части — с кантоном Висамбур.

## История
Кантон был основан 4 марта 1790 года в ходе учреждения департаментов как часть бывшего «района Висамбур». С созданием округов 17 февраля 1800 года, кантон переподчинён в качестве составной части округа Висамбур.
Официальная дата создания кантона — 1793 год.
В составе Германской империи с 1871 по 1919 год существовал имперский район Висамбур в пределах имперской провинции Эльзас-Лотарингии без разбиений на города и общины.
С 28 июня 1919 года кантон Лотербур снова становится частью округа Висамбур.
С 1940 по 1945 год территория была оккупирована гитлеровской Германией.
До административной реформы 2015 года в состав кантона входило 5 коммун. По закону от 17 мая 2013 и декрету от 18 февраля 2014 года количество кантонов в департаменте Нижний Рейн уменьшилось с 44 до 23. Новое территориальное деление департаментов на кантоны вступило в силу во время выборов 2015 года. После реформы кантон был упразднён.

## Консулы кантона
| Период    | Консул             | Должность                        |
| --------- | ------------------ | -------------------------------- |
| 1945—1951 | Charles Iffrig     | Мэр коммуны Лотербур (1945—1955) |
| 1951—1964 | Charles Elsaesser  |                                  |
| 1964—1970 | Albert Muller      |                                  |
| 1970—1971 | Georges Holderith  |                                  |
| 1971—1976 | Paul Kubler        |                                  |
| 1976—1982 | Joseph Hemmerlé    | Мэр коммуны Лотербур (1955—1995) |
| 1982—1994 | Jean Fritz         |                                  |
| 1994—2015 | Jean-Michel Fetsch | Мэр коммуны Лотербур             |

## Состав кантона
До марта 2015 года кантон включал в себя 5 коммун:
| Код INSEE | Коммуна                | Французское название       | Почтовый индекс | Площадь, км² | Население (2013) | Плотность, чел/км² |
| --------- | ---------------------- | -------------------------- | --------------- | ------------ | ---------------- | ------------------ |
| 67261     | Лотербур               | Lauterbourg                | 67630           | 11,25        | 2257             | 200,6              |
| 67315     | Неэвиллер-пре-Лотербур | Neewiller-près-Lauterbourg | 67630           | 7,34         | 632              | 86,1               |
| 67327     | Нидерлотербак          | Niederlauterbach           | 67630           | 11,22        | 947              | 84,4               |
| 67432     | Сальмбак               | Salmbach                   | 67160           | 8,91         | 564              | 63,3               |
| 67443     | Шебенар                | Scheibenhard               | 67630           | 4,62         | 808              | 174,9              |

В результате административной реформы в марте 2015 года кантон был упразднён. Коммуны переданы в состав кантона Висамбур (округ Агно-Висамбур).